# 熊崎友香
熊崎 友香（くまざき ゆか、3月18日 - ）は、俳協に所属するTVナレーター。千葉県出身。元NHKのキャスターリポーター。
2人の子供を育てながらワールドビジネスサテライトなどでナレーターとして活躍中。

## 人物
趣味は旅行と野球観戦。